# Антропология казахов

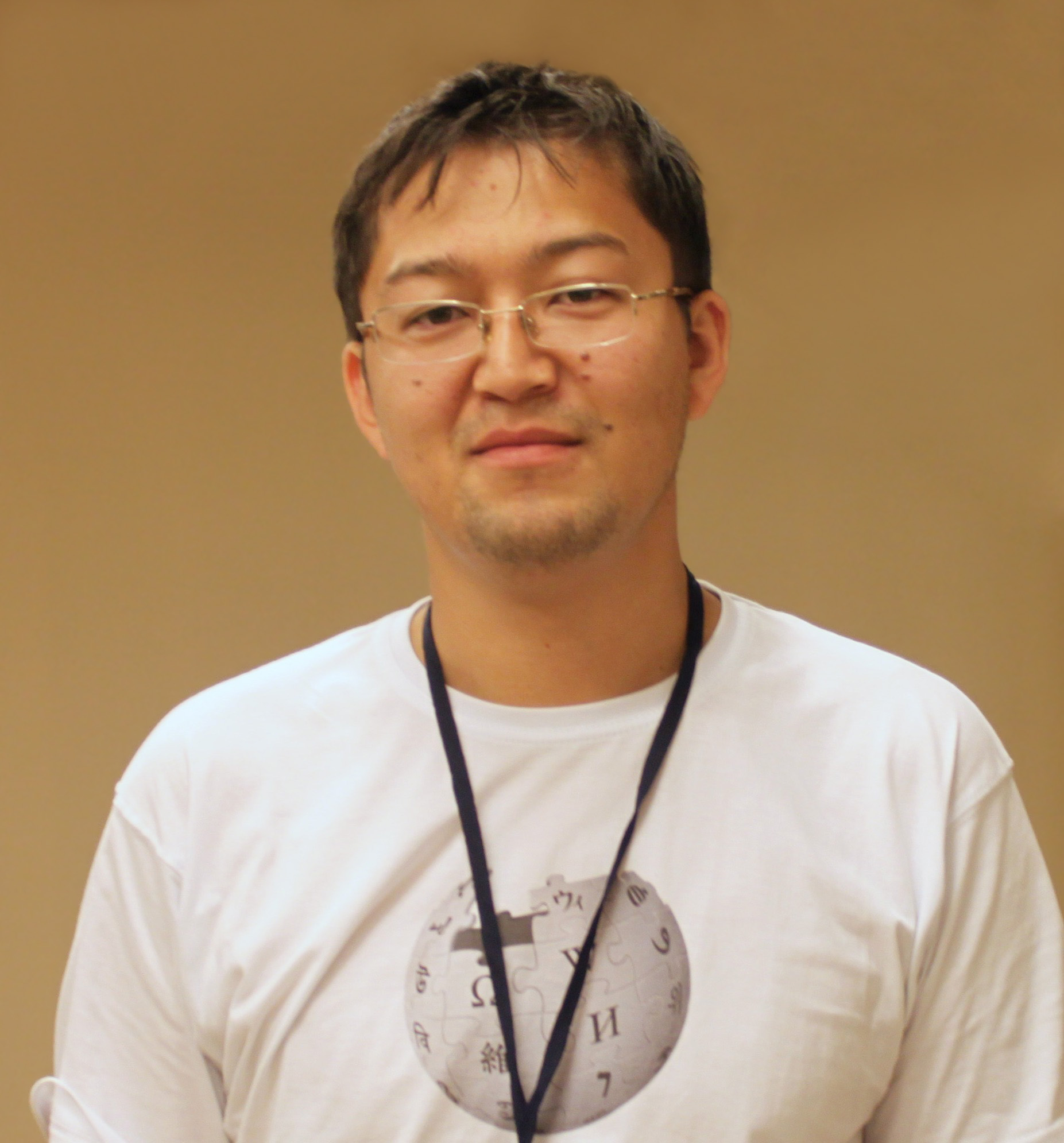
Типичный казах-мужчина из рода аргын Среднего жуза

Антропологическая характеристика казахского народа: В антропологической классификации народов мира, казахи относятся к переходной расе, образовавшейся смешением двух больших рас — монголоидной и европеоидной. Важную роль в этногенезе казахов сыграли прежде всего индо-иранские племена древней европеоидной расы эпохи бронзы. Начиная с V века до н. э. происходило проникновение на территорию современного Казахстана представителей азиатского расового ствола. Метисационный процесс между местными субстратными и пришедшими суперстратными племенами происходил в течение двадцати веков. В 14—15 вв. на всей территории Казахстана сложился характерный для современных казахов казахстанский вариант Южносибирской расы, с выраженными чертами монголоидной расы. Соотношение двух компонентов в антропологическом типе современных казахов составляет: европеоидность — около 30 %, монголоидность — 70 %. Для антропологического типа современных казахов характерны следующие черты: средний рост (у мужчин — 177 см, у женщин — 165 см) и вес; брахикрания, то есть короткоголовость (показатель у мужчин — 85, женщин — 85,5); высокое (у мужчин 128,5 мм, у женщин — 121,3 мм) и широкое лицо (у мужчин — 148,6 мм, у женщин — 139,3 мм); средне-выступающие скуловые кости и относительно высокая частота прямой спинки носа; умеренно выраженный эпикантус (у мужчин — 21,7 %, у женщин — 34,6 %). В одонтологическом отношении казахи занимают промежуточное положение между расами первого порядка. Дерматоглифические исследования (кожный рельеф ладони и пальцев рук) также указывают на то, что казахи находятся на стыке европеоидной и монголоидной рас. Основной вариант распределения групп крови АВО у казахов: О (I) — 34,0 %, А (II) — 28,9 %, В (III) — 29,5 % и АВ (IV) — 7,6 %. Средняя частота гена 0 (ч) — 58,9 %, гена А — 20,4 %, гена В — 20,8 %. По фактору системы MN для казахов типичным вариантом представляется: М — 38,6 %, N — 16,4 %, MN — 45 %. Соотношение частоты гена М (61,1 %) больше, чем N(n) (38,9 %). Среди казахов установлена малая частота резус-отрицательного фактора (3 %). По всем вышеуказанным и другим антропологическим показателям физиологический тип современных казахов имеет собственный статус среди антропологических типов народов Евразии.